# Христо Русков (партизанин)
Христо Русков Христов е български комунист, генерал-лейтенант и партизанин.

## Биография
Христо Русков е роден на 4 юли 1916 година в град Русе. Член е на РМС от 1932 г., а на БКП от 1938 г. Участва във въоръжената комунистическа съпротива в периода 1941-1944 година. Секретар на окръжното ръководство РМС в Русе (1941). Излиза в нелегалност. Прекъсва образованието си в Софийския университет преди дипломирането си и е партизанин от Партизанска бригада „Чавдар“, където политкомисар на чета. Участва във войната срещу Германия като помощник-командир на дивизия. След това е секретар на Околийския комитет на БКП в София и завежда сектор в Областния комитет на БКП. От 1948 г. служи в армията.
От 1963 г. председател на Централния съвет на Българския ловно-рибарски съюз. От 1973 до 1988 г. е главен редактор на сп. „Лов и риболов“. Десет години е вицепрезидент на Международния съвет по лова и опазване на дивеча (CIC) и повече от 10 години е зам.-председател на Международната конфедерация по риболовни спортове. Член е на Президиума на НС на ОФ. От 1971 до 1976 г. е кандидат-член на ЦК на БКП, а от 1976 до 1990 г. е член на ЦК на БКП. Награждаван е с орден „Георги Димитров“ и почетното звание „Герой на социалистическия труд“.